# Опуру
Опуру (суахили Ol Doinyo Eburru) — комплекс активных вулканов, расположенный на Великой рифтовой долине к северо-западу от озера Найваша. Комплекс используется для добычи геотермальной энергетики. Заповедник Сойсамбу расположен к северу от массива, между озером Элментейта на востоке и озером Накуру на западе.

## Геология
Опуру и некоторые другие вулканы, такие как Сусва, Лонгонот, Олкария и Мененгаи, образуют отдельную группу вулканов. Группа отделена от вулкана Олкария равнинами Акира на юге. В этой части рифта, восточный край покрыт трахитовым туфом, игнимбритом и некоторыми трахитовыми лавами. Западный край покрыт пантеллеритовой пемзой и слоями вулканического пепла.
Массив возвышается на 980 м над поверхностью рифта. Выделяется три слоя. Первый практически полностью погребён под остальными, за исключением некоторых пантеллерических лав. Второй слой простирается на 19,5 км на восточной стороне массива. Этот слой сформировался в результате пирокластических извержений в разломе. Третий слой сформировал кратеры, маленькие конусы и купола. На вершине насчитывается более пятидесяти кратеров диаметром от 200 м до 1,25 км. Пемзовые лапилли и пепельные слои покрывают большую часть массива, а также западный склон. Самым молодым формированиям не более нескольких сотен лет.
Массив имеет форму гребня и размыт, ориентация — восток-запад. Площадь массива составляет 470 кв. км. На восточной части хребта находятся молодые кратеры. Там же находятся риолитовые купола, которые появились, возможно, в период голоцена. Сегодня купола частично заросли растительностью. В шлаковых конусах находятся фумаролы.